# Красенец-Закупны
Красе́нец-Заку́пны (пол. Krasieniec Zakupny) — село в Польше в сельской гмине Ивановице Краковского повета Малопольского воеводства.
В 1975—1998 годах село входило в состав Краковского воеводства.

## Население
По состоянию на 2010 год в селе проживало 316 человек.
| 2010 | 2013 |
| ---- | ---- |
| 316  | 332  |

| Перепись  | Всего   | Всего | Женщины | Женщины | Мужчины | Мужчины |
| --------- | ------- | ----- | ------- | ------- | ------- | ------- |
| Единицы   | человек | %     | человек | %       | человек | %       |
| Население | 332     | 100   | 167     |         | 165     |         |